# Acanthopale confertiflora
Acanthopale confertiflora är en akantusväxtart som först beskrevs av Gustav Lindau, och fick sitt nu gällande namn av C. B. Cl.. Acanthopale confertiflora ingår i släktet Acanthopale och familjen akantusväxter. Inga underarter finns listade i Catalogue of Life.